# Phare Santo Alberto
Le phare Santo Alberto (en portugais : Farol Santo Alberto) est un phare situé sur une plage de Caiçara do Norte, dans l'État du Rio Grande do Norte - (Brésil). 
Ce phare est la propriété de la Marine brésilienne  et il est géré par le Centro de Sinalização Náutica e Reparos Almirante Moraes Rego (CAMR) au sein de la Direction de l'Hydrographie et de la Navigation (DHN).

## Histoire
Ce phare est une tour octogonale de 38 m de haut, avec galerie et lanterne. It est érigé sur un socle en béton noir. L'édifice est peint en damier fait de rectangles blancs et noirs. Il est situé à 150 km au nord-ouest de Natal.
Il émet, à une hauteur focale de 42 m, deux éclats blancs toutes les 15 secondes.
Identifiant : ARLHS : BRA189 ; BR0984 - Amirauté : G0162 - NGA : 110-17832 .